# Грюнендайх
Грюнендайх (нім. Grünendeich) — громада в Німеччині, розташована в землі Нижня Саксонія. Входить до складу району Штаде. Складова частина об'єднання громад Люге.
Площа — 3,93 км2. Населення становить 1861 ос. (станом на 31 грудня 2021).